# Tokudaia osimensis
Tokudaia osimensis är en däggdjursart som först beskrevs av Abe 1934.  Tokudaia osimensis ingår i släktet Tokudaia och familjen råttdjur. Inga underarter finns listade i Catalogue of Life.
Vuxna exemplar är 103 till 160 mm långa (huvud och bål), svanslängden är 83 till 135 mm, bakfötterna är 29 till 34 mm långa och öronen är 22 till 23 mm stora. Viktuppgifter saknas. Pälsen har på ovansidan en mörkbrun färg med orange nyanser och undersidans päls är ljusgrå. På ovansidan finns dessutom några gråa borstar med svarta spetsar inblandad. Typisk är 30 mm långa hår vid munnen och ögonen. Honans fyra spenar är ordnade i par. Den diploida kromosomuppsättningen består av 25 kromosomer.
Denna gnagare är endemisk för ön Amami-Ōshima som tillhör Japan. Arten lever i låglandet och i kulliga områden upp till 500 meter över havet. Habitatet utgörs av skogar och dessutom besöks trädodlingar. Exemplaren är antagligen nattaktiva och de vistas på marken. Som föda dokumenterades frön, sötpotatis och myror, inklusive deras ägg. Tokudaia osimensis fortplantar sig mellan oktober och december med upp till sju ungar per kull.
Beståndet hotas av landskapsförändringar och av introducerade fiender som hundar, katter och Herpestes auropunctatus. Svartråttan är en konkurrent om samma föda. Utbredningsområdet är endast 700 km² stort. IUCN kategoriserar arten globalt som starkt hotad.